# 봉화군의 국회의원

## 행정구역 변천
- 1945년 8월 15일 경상북도 봉화군
- 1983년 2월 15일 소천면이 울진군 서면 전곡리 일부를 편입하여 석포면으로 분면

## 봉화군의 역대 국회의원 일람
| 대수         | 이름           | 소속정당   | 임기                               | 선거구역                         |
| ------------ | -------------- | ---------- | ---------------------------------- | -------------------------------- |
| 제1대        | 배중혁(裵重赫) | 대동청년단 | 1948년 5월 31일 - 1950년 5월 30일  | 봉화군 일원                      |
| 제2대        | 정문흠(鄭文欽) | 무소속     | 1950년 5월 31일 - 1954년 5월 30일  | 봉화군 일원                      |
| 제3대        | 정문흠(鄭文欽) | 자유당     | 1954년 5월 31일 - 1958년 5월 30일  | 봉화군 일원                      |
| 제4대        | 정문흠(鄭文欽) | 자유당     | 1958년 5월 31일 - 1960년 7월 28일  | 봉화군 일원                      |
| 제5대 민의원 | 최영두(崔永斗) | 무소속     | 1960년 7월 29일 - 1961년 5월 16일  | 봉화군 일원                      |
| 제6대        | 김창근(金昌槿) | 민주공화당 | 1963년 12월 17일 - 1967년 6월 30일 | 영주군·봉화군 일원               |
| 제7대        | 김창근(金昌槿) | 민주공화당 | 1967년 7월 1일 - 1971년 6월 30일   | 영주군·봉화군 일원               |
| 제8대        | 권성기(權聖基) | 민주공화당 | 1971년 7월 1일 - 1972년 10월 17일  | 봉화군 일원                      |
| 제9대        | 박용만(朴容萬) | 신민당     | 1973년 3월 12일 - 1979년 3월 11일  | 영양군·영주군·봉화군 일원        |
| 제9대        | 권성기(權聖基) | 민주공화당 | 1973년 3월 12일 - 1979년 3월 11일  | 영양군·영주군·봉화군 일원        |
| 제10대       | 김창근(金昌根) | 민주공화당 | 1979년 3월 12일 - 1980년 10월 27일 | 영양군·영주군·봉화군 일원        |
| 제10대       | 박용만(朴容萬) | 신민당     | 1979년 3월 12일 - 1980년 10월 27일 | 영양군·영주군·봉화군 일원        |
| 제11대       | 오한구(吳漢九) | 민주정의당 | 1981년 4월 11일 - 1985년 4월 10일  | 영주시·영풍군·영양군·봉화군 일원 |
| 제11대       | 홍사덕(洪思德) | 민주한국당 | 1981년 4월 11일 - 1985년 4월 10일  | 영주시·영풍군·영양군·봉화군 일원 |
| 제12대       | 오한구(吳漢九) | 민주정의당 | 1985년 4월 11일 - 1988년 5월 29일  | 영주시·영풍군·영양군·봉화군 일원 |
| 제12대       | 홍사덕(洪思德) | 신한민주당 | 1985년 4월 11일 - 1988년 5월 29일  | 영주시·영풍군·영양군·봉화군 일원 |
| 제13대       | 오한구(吳漢九) | 민주정의당 | 1988년 5월 30일 - 1992년 5월 29일  | 영양군·봉화군 일원               |
| 제14대       | 강신조(姜信祚) | 민주자유당 | 1992년 5월 30일 - 1996년 5월 29일  | 영양군·봉화군 일원               |
| 제15대       | 김광원(金光元) | 신한국당   | 1996년 5월 30일 - 2000년 5월 29일  | 영양군·봉화군·울진군 일원        |
| 제16대       | 김광원(金光元) | 한나라당   | 2000년 5월 30일 - 2004년 5월 29일  | 봉화군·울진군 일원               |
| 제17대       | 김광원(金光元) | 한나라당   | 2004년 5월 30일 - 2008년 5월 29일  | 영양군·영덕군·봉화군·울진군 일원 |
| 제18대       | 강석호(姜碩鎬) | 한나라당   | 2008년 5월 30일 ~ 2012년 5월 29일  | 영양군·영덕군·봉화군·울진군 일원 |
| 제19대       | 강석호(姜碩鎬) | 새누리당   | 2012년 5월 30일 ~ 2016년 5월 29일  | 영양군·영덕군·봉화군·울진군 일원 |
| 제20대       | 강석호(姜碩鎬) | 새누리당   | 2016년 5월 30일 ~ 2020년 5월 29일  | 영양군·영덕군·봉화군·울진군 일원 |
| 제21대       | 박형수(朴亨修) | 미래통합당 | 2020년 5월 30일 ~ 2024년 5월 29일  | 영주시·영양군·봉화군·울진군 일원 |
| 제22대       | 임종득(林鍾得) | 국민의힘   | 2024년 5월 30일 -                  | 영주시·영양군·봉화군 일원        |

## 같이 보기
- 영양군의 국회의원
- 영주시의 국회의원
- 울진군의 국회의원
- 영덕군의 국회의원
- 영양군·봉화군
- 영양군·봉화군·울진군
- 봉화군·울진군
- 영주시·영양군·봉화군·울진군
- 영주시·영양군·봉화군